# Dalby (Lund)
Pour les articles homonymes, voir Dalby.
Dalby est une localité de Suède située dans la commune de Lund à une dizaine de kilomètres de Lund. En 2005, elle comptait 5 517 habitants.
À Dalby se trouve la plus vieille église de pierre de toute la Scandinavie, dont le baptistère et la crypte remonteraient au XIIe siècle.